# Stenopterygia subcurva
Stenopterygia subcurva är en fjärilsart som beskrevs av Walker 1857. Stenopterygia subcurva ingår i släktet Stenopterygia och familjen nattflyn. Inga underarter finns listade i Catalogue of Life.